# Conseil général des associations birmanes
 (novembre 2024).
Le Conseil général des associations birmanes (GCBA), également connu sous le nom de Grande Organisation de Birmanie (birman : မြန်မာအသင်းချုပ်ကြီး ; Myanma Ahthinchokgyi), était un parti politique en Birmanie.

## Histoire
Le GCBA est formé lors de la conférence de 1920 de l'Association bouddhiste des jeunes hommes (en), à la suite de la grève des étudiants plus tôt dans l'année et de l'exclusion de la Birmanie des propositions britanniques d'autonomie limitée dans les provinces indiennes. Parmi ses dirigeants figurent Chit Hlaing, U Pu et U Kyaw Dun. Le nouveau parti organise des rassemblements pour faire pression sur les britanniques afin qu'ils étendent les plans d'autonomie à la Birmanie. Une proposition connue sous le nom de Plan Craddock visant à donner aux minorités ethniques une représentation séparée est rejetée par le GCBA, qui y voit une tentative de diviser pour mieux régner.
En 1922, les britanniques acceptent d'étendre le système indien à la Birmanie et des élections sont prévues pour novembre. Cependant, cela provoque une scission au sein du GCBA, la majorité appelant au boycott et d'autres appelant à participer aux élections. Cela conduit finalement 21 dissidents à partir pour former le Parti 21 (en), qui émerge comme la plus grande faction du conseil législatif après les élections.
Le GCBA se divise à nouveau à l'approche des élections de 1925 (en) en raison de divergences sur un autre boycott, ainsi que sur les finances de l'organisation et le rôle des moines. Les dissidents partent pour former la faction U Chit Hlaing, qui se divise ensuite en Parti de l'autonomie (en) et en GCBA Hlaing-Myat-Paw (en). Le reste du GCBA devient connu sous le nom de GCBA Soe Thein, du nom de son chef U Soe Thein.
Une autre scission a lieu en 1929, lorsque l'organisation est divisée en deux groupes : le groupe Ye-U dirigé par U Su et le groupe Thetpan Sayadaws dirigé par U Soe Thein. Ce dernier s'effondre au début des années 1930 et nombre de ses membres rejoignent d'autres partis pour se présenter aux élections. En 1932, le GCBA est effectivement dissous, bien que son nom continue d'être utilisé par certains partis, notamment le GCBA uni (en) créé en 1936.